# Macroscelesia japona
Macroscelesia japona is een vlinder uit de familie van de wespvlinders (Sesiidae), onderfamilie Sesiinae.
Macroscelesia japona is voor het eerst wetenschappelijk beschreven door George Francis Hampson in 1919. De soort komt voor in het Palearctisch gebied.